# Hebridské moře

Hebridské moře a průlivy Malý a Severní Minch

Hebridské moře (anglicky Sea of the Hebrides, gaelsky Na h-Eileanan a-staigh) je spolu s průlivy Minch jedním z tzv. Moří u západního pobřeží Skotska (Inner Seas off the West Coast of Scotland) v Atlantském oceánu. Zabírá plochu cca 47000 km2, průměrná hloubka dosahuje 64 m a maximální 137 m, salinita dosahuje 32-35 ‰.
Rozprostírá se mezi Irskem na jihu a Skotskem na východě, na severozápadě ho ohraničuje řetězec souostroví Vnější Hebridy, který zároveň odděluje od souostroví Vnitřní Hebridy u pobřeží Skotska. Na jihozápadě je moře volně propojené s Atlantským oceánem, zatímco na severu je spojeno s oceánem přes průlivy Malý Minch a Severní Minch. Na jihovýchodě je přes Severní průliv spojené s Irským mořem.
Hebridské moře není plošně rozsáhlé, je součástí skotských správních jednotek Highland (východní část s největšími ostrovy Skye a Rùm), Western Isles (ostrovy Vnějších Hebrid na západě, největší Lewis a Harris, North Uist, Benbecula, South Uist a Barra) a Argyll a Bute (v jihovýchodní části s ostrovy Mull, Coll, Tiree, Colonsay, Islay a Jura). Celkem se v oblasti tohoto mělkého šelfového moře nachází na 150 ostrovů..